# Edson Taschetto Damian
Pour les articles homonymes, voir Damian.
Edson Taschetto Damian, né le 4 mars 1948 à Jaguari (Rio Grande do Sul, Brésil), est évêque catholique de São Gabriel da Cachoeira, Brésil depuis le 4 mars 2009.

## Biographie
Né à Jaguari, RS, (Brésil) le 4 mars 1948, Edson Taschetto Damian est ordonné prêtre le 20 décembre 1975. En 1980, il s'installe à Salvador de Bahia et entreprend un travail d'éducateur de rue.
En 1981, il continue cette mission en Bolivie avec les Indiens quechuas.
De 1987 à 1993, il est professeur de religion. En 1999, il retourne au Brésil comme missionnaire dans l'État du Roraima.

## Évêque
Le 4 mars 2009, jour de son 61e anniversaire, Edson Taschetto Damian est nommé évêque de São Gabriel da Cachoeira. Il est ordonné le 24 mai 2009, par l’évêque émérite Dom José Song Sui-Wan. Il est le premier évêque non salésien de ce diocèse depuis 1941.

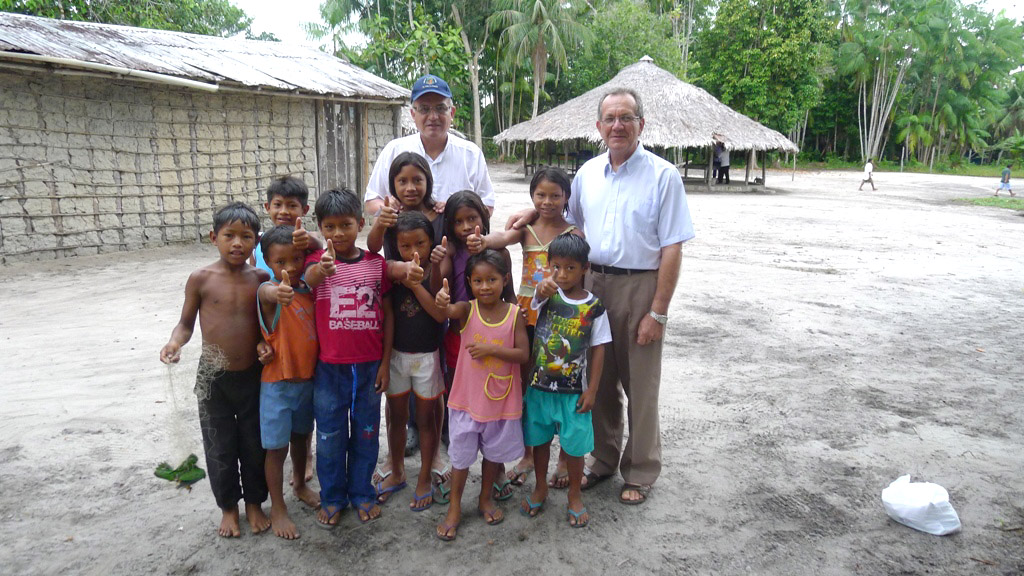
Dom Edson (droite) avec dom, secretaire du CELAM, et des enfants. Matapi, février 2011.

### Devise épiscopale
« Com Jesus amar e servir » (« Avec Jesus aimer et servir »)